# Девід Мак-Кін
Девід Мак-Кін — американський адвокат, автор книги «І сталася тьма. Рузвельт, Гітлер і західна дипломатія», політичний радник і дипломат, який обіймав посаду посла Сполучених Штатів у Люксембурзі з 2016 по 2017 рік. Він був затверджений на посаді у 2016 році та склав присягу 14 березня 2016.  Раніше, з 2013 по 2016 роки, обіймав посаду директора з планування політики в Державному департаменті Сполучених Штатів.

## Кар'єра
До того, як приєднатися до Державного департаменту, Мак-Кін був науковим співробітником Міжнародного наукового центру імені Вудро Вільсона у 2011 та 2012 роках. З 2006 року він є членом правління Національного архівного фонду.
У 2012 році він отримав почесну нагороду від Державного департаменту США.

## Книги

### Книги, перекладені українською мовою
- Девід Мак-Кін «І сталася тьма. Рузвельт, Гітлер і західна дипломатія» / пер. з англ. Юлія Лазаренко. — Київ: Лабораторія, 2022, — 400 с.